# Hallgrímur Pétursson
Hallgrímur Pétursson (n. 1614, Hólar, Islândia - m. 1674, Islândia) foi um clérigo e poeta islandês do século XVII.
É o autor de Passíusálmar, uma coletânea de poemas sobre a Paixão de Cristo, ainda hoje lidos na rádio durante a época da Quaresma.